# Velenka
Velenka település Csehországban, a Nymburki járásban. Velenka Chrást, Hradištko, Semice, Starý Vestec, Bříství és Kounice településekkel határos. Lakosainak száma 351 fő (2024. január 1.).

## Népesség
A település lakosságának változását az alábbi diagram mutatja:
| Lakosok száma | 471  | 467  | 463  | 303  | 227  | 280  | 289  | 312  | 336  | 351  |
|               | 1869 | 1900 | 1921 | 1961 | 1980 | 2011 | 2016 | 2019 | 2021 | 2024 |